# Eleições presidenciais portuguesas de 2021 no distrito de Portalegre
| Eleições presidenciais portuguesas de 2021 Distritos: Aveiro \| Beja \| Braga \| Bragança \| Castelo Branco \| Coimbra \| Évora \| Faro \| Guarda \| Leiria \| Lisboa \| Portalegre \| Porto \| Santarém \| Setúbal \| Viana do Castelo \| Vila Real \| Viseu \| Açores \| Madeira \| Estrangeiro |

## Resultados por Concelho
Os resultados nos concelhos do Distrito de Portalegre foram os seguintes:

### Alter do Chão
| Candidato               | Candidato               | Votos | %               |
| ----------------------- | ----------------------- | ----- | --------------- |
|                         | Marcelo Rebelo de Sousa | 602   | 51,02 / 100,00  |
|                         | André Ventura           | 298   | 25,25 / 100,00  |
|                         | Ana Gomes               | 120   | 10,17 / 100,00  |
|                         | João Ferreira           | 98    | 8,31 / 100,00   |
|                         | Marisa Matias           | 29    | 2,46 / 100,00   |
|                         | Vitorino Silva          | 19    | 1,61 / 100,00   |
|                         | Tiago Mayan Gonçalves   | 14    | 1,19 / 100,00   |
| Votos Inválidos         | Votos Inválidos         | 22    | 1,83 / 100,00   |
| Total                   | Total                   | 1 202 | 100,00 / 100,00 |
| Eleitorado/Participação | Eleitorado/Participação | 2 709 | 44,37 / 100,00  |

| Freguesia     | %     | %     | %     | %     | %    | %    | %    | Votantes |
| Freguesia     | MRS   | AV    | AG    | JF    | MM   | VS   | TMG  | Votantes |
| ------------- | ----- | ----- | ----- | ----- | ---- | ---- | ---- | -------- |
| Freguesia     |       |       |       |       |      |      |      | Votantes |
| Alter do Chão | 46,39 | 31,84 | 11,16 | 4,76  | 2,86 | 1,50 | 1,50 | 748      |
| Chancelaria   | 64,24 | 19,39 | 9,09  | 4,85  | 0    | 1,82 | 0,61 | 170      |
| Cunheira      | 68,18 | 12,12 | 7,58  | 9,85  | 0    | 2,27 | 0    | 136      |
| Seda          | 43,92 | 10,81 | 8,78  | 28,38 | 5,41 | 1,35 | 1,35 | 148      |
| Alter do Chão | 51,02 | 25,25 | 10,17 | 8,31  | 2,46 | 1,61 | 1,19 | 1 202    |

### Arronches
| Candidato               | Candidato               | Votos | %               |
| ----------------------- | ----------------------- | ----- | --------------- |
|                         | Marcelo Rebelo de Sousa | 545   | 52,50 / 100,00  |
|                         | André Ventura           | 256   | 24,66 / 100,00  |
|                         | Ana Gomes               | 100   | 9,63 / 100,00   |
|                         | João Ferreira           | 58    | 5,59 / 100,00   |
|                         | Marisa Matias           | 40    | 3,85 / 100,00   |
|                         | Vitorino Silva          | 22    | 2,12 / 100,00   |
|                         | Tiago Mayan Gonçalves   | 17    | 1,64 / 100,00   |
| Votos Inválidos         | Votos Inválidos         | 18    | 1,70 / 100,00   |
| Total                   | Total                   | 1 056 | 100,00 / 100,00 |
| Eleitorado/Participação | Eleitorado/Participação | 2 533 | 41,69 / 100,00  |

~
| Freguesia | %     | %     | %     | %    | %    | %    | %    | Votantes |
| Freguesia | MRS   | AV    | AG    | JF   | MM   | VS   | TMG  | Votantes |
| --------- | ----- | ----- | ----- | ---- | ---- | ---- | ---- | -------- |
| Freguesia |       |       |       |      |      |      |      | Votantes |
| Assunção  | 52,36 | 22,94 | 9,85  | 6,75 | 3,64 | 2,43 | 2,02 | 753      |
| Esperança | 55,15 | 23,20 | 11,86 | 3,09 | 4,64 | 1,55 | 0,52 | 197      |
| Mosteiros | 48,54 | 39,81 | 3,88  | 1,94 | 3,88 | 0,97 | 0,97 | 106      |
| Arronches | 52,50 | 24,66 | 9,63  | 5,59 | 3,85 | 2,12 | 1,64 | 1 056    |

### Avis
| Candidato               | Candidato               | Votos | %               |
| ----------------------- | ----------------------- | ----- | --------------- |
|                         | Marcelo Rebelo de Sousa | 766   | 43,52 / 100,00  |
|                         | João Ferreira           | 501   | 28,47 / 100,00  |
|                         | André Ventura           | 286   | 16,25 / 100,00  |
|                         | Ana Gomes               | 118   | 6,70 / 100,00   |
|                         | Marisa Matias           | 36    | 2,05 / 100,00   |
|                         | Vitorino Silva          | 31    | 1,76 / 100,00   |
|                         | Tiago Mayan Gonçalves   | 22    | 1,25 / 100,00   |
| Votos Inválidos         | Votos Inválidos         | 33    | 1,84 / 100,00   |
| Total                   | Total                   | 1 793 | 100,00 / 100,00 |
| Eleitorado/Participação | Eleitorado/Participação | 3 441 | 52,11 / 100,00  |

| Freguesia            | %     | %     | %     | %    | %    | %    | %    | Votantes |
| Freguesia            | MRS   | JF    | AV    | AG   | MM   | VS   | TMG  | Votantes |
| -------------------- | ----- | ----- | ----- | ---- | ---- | ---- | ---- | -------- |
| Freguesia            |       |       |       |      |      |      |      | Votantes |
| Alcórrego e Maranhão | 41,31 | 41,78 | 11,74 | 2,82 | 0,47 | 1,41 | 0,47 | 215      |
| Aldeia Velha         | 39,68 | 36,51 | 12,70 | 7,14 | 0,79 | 1,59 | 1,59 | 128      |
| Avis                 | 47,35 | 23,60 | 14,16 | 7,96 | 2,95 | 2,21 | 1,77 | 688      |
| Benavila e Valongo   | 41,03 | 25,55 | 20,39 | 8,11 | 2,21 | 1,47 | 1,23 | 418      |
| Ervedal              | 41,28 | 29,82 | 20,64 | 4,13 | 1,83 | 1,38 | 0,92 | 221      |
| Figueira e Barros    | 42,37 | 31,36 | 17,80 | 5,93 | 0,85 | 1,69 | 0    | 123      |
| Avis                 | 43,52 | 28,47 | 16,25 | 6,70 | 2,05 | 1,76 | 1,25 | 1 793    |

### Campo Maior
| Candidato               | Candidato               | Votos | %               |
| ----------------------- | ----------------------- | ----- | --------------- |
|                         | Marcelo Rebelo de Sousa | 1 248 | 50,12 / 100,00  |
|                         | André Ventura           | 469   | 18,84 / 100,00  |
|                         | Ana Gomes               | 335   | 13,45 / 100,00  |
|                         | João Ferreira           | 250   | 10,04 / 100,00  |
|                         | Marisa Matias           | 102   | 4,10 / 100,00   |
|                         | Vitorino Silva          | 44    | 1,77 / 100,00   |
|                         | Tiago Mayan Gonçalves   | 42    | 1,69 / 100,00   |
| Votos Inválidos         | Votos Inválidos         | 48    | 1,90 / 100,00   |
| Total                   | Total                   | 2 538 | 100,00 / 100,00 |
| Eleitorado/Participação | Eleitorado/Participação | 7 102 | 35,74 / 100,00  |

| Freguesia                            | %     | %     | %     | %     | %    | %    | %    | Votantes |
| Freguesia                            | MRS   | AV    | AG    | JF    | MM   | VS   | TMG  | Votantes |
| ------------------------------------ | ----- | ----- | ----- | ----- | ---- | ---- | ---- | -------- |
| Freguesia                            |       |       |       |       |      |      |      | Votantes |
| Nossa Senhora da Expectação          | 48,93 | 18,17 | 14,31 | 9,43  | 5,23 | 2,06 | 1,89 | 1 193    |
| Nossa Senhora da Graça dos Degolados | 56,28 | 21,31 | 7,10  | 12,02 | 2,73 | 0,55 | 0    | 188      |
| São João Batista                     | 50,35 | 19,12 | 13,60 | 10,35 | 3,61 | 1,67 | 1,75 | 1 157    |
| Campo Maior                          | 50,12 | 18,84 | 13,45 | 10,04 | 4,10 | 1,77 | 1,69 | 2 538    |

### Castelo de Vide
| Candidato               | Candidato               | Votos | %               |
| ----------------------- | ----------------------- | ----- | --------------- |
|                         | Marcelo Rebelo de Sousa | 633   | 61,34 / 100,00  |
|                         | Ana Gomes               | 140   | 13,57 / 100,00  |
|                         | André Ventura           | 112   | 10,85 / 100,00  |
|                         | João Ferreira           | 63    | 6,10 / 100,00   |
|                         | Marisa Matias           | 41    | 3,97 / 100,00   |
|                         | Vitorino Silva          | 26    | 2,52 / 100,00   |
|                         | Tiago Mayan Gonçalves   | 17    | 1,65 / 100,00   |
| Votos Inválidos         | Votos Inválidos         | 22    | 2,09 / 100,00   |
| Total                   | Total                   | 1 054 | 100,00 / 100,00 |
| Eleitorado/Participação | Eleitorado/Participação | 2 704 | 38,98 / 100,00  |

| Freguesia                                | %     | %     | %     | %    | %    | %    | %    | Votantes |
| Freguesia                                | MRS   | AG    | AV    | JF   | MM   | VS   | TMG  | Votantes |
| ---------------------------------------- | ----- | ----- | ----- | ---- | ---- | ---- | ---- | -------- |
| Freguesia                                |       |       |       |      |      |      |      | Votantes |
| Nossa Senhora da Graça de Póvoa e Meadas | 62,62 | 12,62 | 9,22  | 7,28 | 2,91 | 3,40 | 1,94 | 208      |
| Santa Maria da Devesa                    | 61,88 | 14,37 | 10,78 | 5,39 | 3,99 | 2,20 | 1,40 | 515      |
| Santiago Maior                           | 69,89 | 5,38  | 10,75 | 2,15 | 6,45 | 3,23 | 2,15 | 93       |
| São João Batista                         | 55,60 | 15,95 | 12,50 | 8,19 | 3,88 | 2,16 | 1,72 | 238      |
| Castelo de Vide                          | 61,34 | 13,57 | 10,85 | 6,10 | 3,97 | 2,52 | 1,65 | 1 054    |

### Crato
| Candidato               | Candidato               | Votos | %               |
| ----------------------- | ----------------------- | ----- | --------------- |
|                         | Marcelo Rebelo de Sousa | 862   | 58,40 / 100,00  |
|                         | André Ventura           | 245   | 16,60 / 100,00  |
|                         | Ana Gomes               | 172   | 11,65 / 100,00  |
|                         | João Ferreira           | 105   | 7,11 / 100,00   |
|                         | Marisa Matias           | 39    | 2,64 / 100,00   |
|                         | Vitorino Silva          | 30    | 2,03 / 100,00   |
|                         | Tiago Mayan Gonçalves   | 23    | 1,56 / 100,00   |
| Votos Inválidos         | Votos Inválidos         | 26    | 1,73 / 100,00   |
| Total                   | Total                   | 1 502 | 100,00 / 100,00 |
| Eleitorado/Participação | Eleitorado/Participação | 3 008 | 49,93 / 100,00  |

| Freguesia                                     | %     | %     | %     | %    | %    | %    | %    | Votantes |
| Freguesia                                     | MRS   | AV    | AG    | JF   | MM   | VS   | TMG  | Votantes |
| --------------------------------------------- | ----- | ----- | ----- | ---- | ---- | ---- | ---- | -------- |
| Freguesia                                     |       |       |       |      |      |      |      | Votantes |
| Aldeia da Mata                                | 68,11 | 14,05 | 11,35 | 3,78 | 1,62 | 0,54 | 0,54 | 191      |
| Crato e Mártires, Flor da Rosa e Vale do Peso | 54,84 | 16,36 | 13,59 | 7,60 | 3,23 | 2,07 | 2,30 | 883      |
| Gáfete                                        | 60,46 | 19,93 | 7,52  | 7,84 | 1,63 | 2,29 | 0,33 | 309      |
| Monte da Pedra                                | 64,10 | 13,68 | 8,55  | 6,84 | 2,56 | 3,42 | 0,85 | 119      |
| Crato                                         | 58,40 | 16,60 | 11,65 | 7,11 | 2,64 | 2,03 | 1,56 | 1 502    |

### Elvas
| Candidato               | Candidato               | Votos  | %               |
| ----------------------- | ----------------------- | ------ | --------------- |
|                         | Marcelo Rebelo de Sousa | 3 706  | 51,10 / 100,00  |
|                         | André Ventura           | 2 086  | 28,76 / 100,00  |
|                         | Ana Gomes               | 742    | 10,23 / 100,00  |
|                         | João Ferreira           | 238    | 3,28 / 100,00   |
|                         | Marisa Matias           | 214    | 2,95 / 100,00   |
|                         | Tiago Mayan Gonçalves   | 152    | 2,10 / 100,00   |
|                         | Vitorino Silva          | 115    | 1,59 / 100,00   |
| Votos Inválidos         | Votos Inválidos         | 135    | 1,83 / 100,00   |
| Total                   | Total                   | 7 388  | 100,00 / 100,00 |
| Eleitorado/Participação | Eleitorado/Participação | 18 871 | 39,15 / 100,00  |

| Freguesia                                   | %     | %     | %     | %    | %    | %    | %    | Votantes |
| Freguesia                                   | MRS   | AV    | AG    | JF   | MM   | TMG  | VS   | Votantes |
| ------------------------------------------- | ----- | ----- | ----- | ---- | ---- | ---- | ---- | -------- |
| Freguesia                                   |       |       |       |      |      |      |      | Votantes |
| Assunção, Ajuda, Salvador e Santo Ildefonso | 49,46 | 29,08 | 11,63 | 2,50 | 3,07 | 3,04 | 1,21 | 3 374    |
| Barbacena e Vila Fernando                   | 56,65 | 22,43 | 9,89  | 7,60 | 1,52 | 0,38 | 1,52 | 268      |
| Caia, São Pedro e Alcáçova                  | 51,94 | 27,40 | 11,27 | 2,85 | 3,43 | 1,23 | 1,88 | 1 580    |
| Santa Eulália                               | 54,36 | 30,81 | 7,85  | 3,49 | 1,16 | 0,87 | 1,45 | 350      |
| São Brás e São Lourenço                     | 51,94 | 30,79 | 8,24  | 1,56 | 2,95 | 2,64 | 1,87 | 653      |
| São Vicente e Ventosa                       | 41,35 | 42,48 | 6,77  | 5,64 | 2,26 | 0    | 1,50 | 270      |
| Terrugem e Vila Boim                        | 55,20 | 25,37 | 6,63  | 6,17 | 2,97 | 1,26 | 2,40 | 893      |
| Elvas                                       | 51,10 | 28,76 | 10,23 | 3,28 | 2,95 | 2,10 | 1,59 | 7 388    |

### Fronteira
| Candidato               | Candidato               | Votos | %               |
| ----------------------- | ----------------------- | ----- | --------------- |
|                         | Marcelo Rebelo de Sousa | 619   | 53,92 / 100,00  |
|                         | André Ventura           | 227   | 19,77 / 100,00  |
|                         | Ana Gomes               | 122   | 10,63 / 100,00  |
|                         | João Ferreira           | 92    | 8,01 / 100,00   |
|                         | Tiago Mayan Gonçalves   | 37    | 3,22 / 100,00   |
|                         | Marisa Matias           | 35    | 3,05 / 100,00   |
|                         | Vitorino Silva          | 16    | 1,39 / 100,00   |
| Votos Inválidos         | Votos Inválidos         | 22    | 1,88 / 100,00   |
| Total                   | Total                   | 1 170 | 100,00 / 100,00 |
| Eleitorado/Participação | Eleitorado/Participação | 2 654 | 44,08 / 100,00  |

| Freguesia      | %     | %     | %     | %     | %    | %    | %    | Votantes |
| Freguesia      | MRS   | AV    | AG    | JF    | TMG  | MM   | VS   | Votantes |
| -------------- | ----- | ----- | ----- | ----- | ---- | ---- | ---- | -------- |
| Freguesia      |       |       |       |       |      |      |      | Votantes |
| Cabeço de Vide | 53,33 | 17,58 | 6,36  | 11,52 | 3,64 | 4,85 | 2,73 | 335      |
| Fronteira      | 53,78 | 21,37 | 12,50 | 5,38  | 3,49 | 2,62 | 0,87 | 703      |
| São Saturnino  | 56,15 | 16,92 | 11,54 | 13,08 | 0,77 | 0,77 | 0,77 | 132      |
| Fronteira      | 53,92 | 19,77 | 10,63 | 8,01  | 3,22 | 3,05 | 1,39 | 1 170    |

### Gavião
| Candidato               | Candidato               | Votos | %               |
| ----------------------- | ----------------------- | ----- | --------------- |
|                         | Marcelo Rebelo de Sousa | 865   | 62,73 / 100,00  |
|                         | André Ventura           | 177   | 12,84 / 100,00  |
|                         | Ana Gomes               | 157   | 11,39 / 100,00  |
|                         | João Ferreira           | 91    | 6,60 / 100,00   |
|                         | Marisa Matias           | 53    | 3,84 / 100,00   |
|                         | Vitorino Silva          | 29    | 2,10 / 100,00   |
|                         | Tiago Mayan Gonçalves   | 7     | 0,51 / 100,00   |
| Votos Inválidos         | Votos Inválidos         | 28    | 1,99 / 100,00   |
| Total                   | Total                   | 1 407 | 100,00 / 100,00 |
| Eleitorado/Participação | Eleitorado/Participação | 3 225 | 43,63 / 100,00  |

| Freguesia        | %     | %     | %     | %     | %    | %    | %    | Votantes |
| Freguesia        | MRS   | AV    | AG    | JF    | MM   | VS   | TMG  | Votantes |
| ---------------- | ----- | ----- | ----- | ----- | ---- | ---- | ---- | -------- |
| Freguesia        |       |       |       |       |      |      |      | Votantes |
| Belver           | 60,48 | 8,47  | 16,53 | 8,06  | 5,24 | 1,21 | 0    | 255      |
| Comenda          | 66,35 | 10,48 | 7,62  | 10,48 | 3,49 | 0,95 | 0,63 | 318      |
| Gavião e Atalaia | 59,62 | 16,83 | 12,98 | 3,04  | 3,69 | 3,04 | 0,80 | 642      |
| Margem           | 69,79 | 9,38  | 5,73  | 9,90  | 3,13 | 2,08 | 0    | 192      |
| Gavião           | 62,73 | 12,84 | 11,39 | 6,60  | 3,84 | 2,10 | 0,51 | 1 407    |

### Marvão
| Candidato               | Candidato               | Votos | %               |
| ----------------------- | ----------------------- | ----- | --------------- |
|                         | Marcelo Rebelo de Sousa | 791   | 68,01 / 100,00  |
|                         | André Ventura           | 141   | 12,12 / 100,00  |
|                         | Ana Gomes               | 92    | 7,91 / 100,00   |
|                         | Marisa Matias           | 45    | 3,87 / 100,00   |
|                         | João Ferreira           | 40    | 3,44 / 100,00   |
|                         | Vitorino Silva          | 30    | 2,58 / 100,00   |
|                         | Tiago Mayan Gonçalves   | 24    | 2,06 / 100,00   |
| Votos Inválidos         | Votos Inválidos         | 20    | 1,69 / 100,00   |
| Total                   | Total                   | 1 183 | 100,00 / 100,00 |
| Eleitorado/Participação | Eleitorado/Participação | 2 712 | 43,62 / 100,00  |

| Freguesia                | %     | %     | %     | %    | %    | %    | %    | Votantes |
| Freguesia                | MRS   | AV    | AG    | MM   | JF   | VS   | TMG  | Votantes |
| ------------------------ | ----- | ----- | ----- | ---- | ---- | ---- | ---- | -------- |
| Freguesia                |       |       |       |      |      |      |      | Votantes |
| Beirã                    | 76,07 | 11,04 | 4,91  | 5,52 | 0,61 | 0,61 | 1,23 | 166      |
| Santa Maria de Marvão    | 64,19 | 12,16 | 10,14 | 4,73 | 3,38 | 2,70 | 2,70 | 150      |
| Santo António das Areias | 69,06 | 10,31 | 5,76  | 4,32 | 5,04 | 3,60 | 1,92 | 424      |
| São Salvador da Aramenha | 65,29 | 14,94 | 9,66  | 2,53 | 2,99 | 2,30 | 2,30 | 443      |
| Marvão                   | 68,01 | 12,12 | 7,91  | 3,87 | 3,44 | 2,58 | 2,06 | 1 183    |

### Monforte
| Candidato               | Candidato               | Votos | %               |
| ----------------------- | ----------------------- | ----- | --------------- |
|                         | Marcelo Rebelo de Sousa | 545   | 47,56 / 100,00  |
|                         | André Ventura           | 360   | 31,41 / 100,00  |
|                         | Ana Gomes               | 97    | 8,46 / 100,00   |
|                         | João Ferreira           | 93    | 8,12 / 100,00   |
|                         | Marisa Matias           | 24    | 2,09 / 100,00   |
|                         | Tiago Mayan Gonçalves   | 16    | 1,40 / 100,00   |
|                         | Vitorino Silva          | 11    | 0,96 / 100,00   |
| Votos Inválidos         | Votos Inválidos         | 17    | 1,46 / 100,00   |
| Total                   | Total                   | 1 163 | 100,00 / 100,00 |
| Eleitorado/Participação | Eleitorado/Participação | 2 567 | 45,31 / 100,00  |

| Freguesia    | %     | %     | %     | %     | %    | %    | %    | Votantes |
| Freguesia    | MRS   | AV    | AG    | JF    | MM   | TMG  | VS   | Votantes |
| ------------ | ----- | ----- | ----- | ----- | ---- | ---- | ---- | -------- |
| Freguesia    |       |       |       |       |      |      |      | Votantes |
| Assumar      | 50,73 | 14,15 | 10,73 | 20,00 | 2,93 | 0    | 1,46 | 207      |
| Monforte     | 45,29 | 36,60 | 9,24  | 5,18  | 1,48 | 1,29 | 0,92 | 551      |
| Santo Aleixo | 57,43 | 29,73 | 2,70  | 6,76  | 1,35 | 0,68 | 1,35 | 151      |
| Vaiamonte    | 44,05 | 35,32 | 8,33  | 5,56  | 3,17 | 3,17 | 0,40 | 254      |
| Monforte     | 47,56 | 31,41 | 8,46  | 8,12  | 2,09 | 1,40 | 0,96 | 1 163    |

### Nisa
| Candidato               | Candidato               | Votos | %               |
| ----------------------- | ----------------------- | ----- | --------------- |
|                         | Marcelo Rebelo de Sousa | 1 517 | 58,75 / 100,00  |
|                         | André Ventura           | 433   | 16,77 / 100,00  |
|                         | Ana Gomes               | 254   | 9,84 / 100,00   |
|                         | João Ferreira           | 210   | 8,13 / 100,00   |
|                         | Marisa Matias           | 78    | 3,02 / 100,00   |
|                         | Vitorino Silva          | 51    | 1,98 / 100,00   |
|                         | Tiago Mayan Gonçalves   | 39    | 1,51 / 100,00   |
| Votos Inválidos         | Votos Inválidos         | 70    | 2,64 / 100,00   |
| Total                   | Total                   | 2 652 | 100,00 / 100,00 |
| Eleitorado/Participação | Eleitorado/Participação | 5 765 | 46,00 / 100,00  |

| Freguesia                                          | %     | %     | %     | %     | %    | %    | %    | Votantes |
| Freguesia                                          | MRS   | AV    | AG    | JF    | MM   | VS   | TMG  | Votantes |
| -------------------------------------------------- | ----- | ----- | ----- | ----- | ---- | ---- | ---- | -------- |
| Freguesia                                          |       |       |       |       |      |      |      | Votantes |
| Alpalhão                                           | 63,49 | 18,60 | 6,05  | 7,21  | 1,63 | 1,86 | 1,16 | 438      |
| Arez e Amieira do Tejo                             | 72,96 | 9,43  | 8,18  | 7,55  | 1,89 | 0    | 0    | 162      |
| Espírito Santo, Nossa Senhora da Graça e São Simão | 56,45 | 16,64 | 11,39 | 7,72  | 3,74 | 2,39 | 1,67 | 1 285    |
| Montalvão                                          | 54,20 | 11,45 | 10,69 | 14,50 | 2,29 | 3,05 | 3,82 | 138      |
| Santana                                            | 61,16 | 4,13  | 7,44  | 18,18 | 1,65 | 4,96 | 2,48 | 132      |
| São Matias                                         | 68,04 | 14,43 | 4,12  | 9,28  | 2,06 | 2,06 | 0    | 101      |
| Tolosa                                             | 53,61 | 24,48 | 11,60 | 5,15  | 3,61 | 0,26 | 1,29 | 396      |
| Nisa                                               | 58,75 | 16,77 | 9,84  | 8,13  | 3,02 | 1,98 | 1,51 | 2 652    |

### Ponte de Sôr
| Candidato               | Candidato               | Votos  | %               |
| ----------------------- | ----------------------- | ------ | --------------- |
|                         | Marcelo Rebelo de Sousa | 2 768  | 56,40 / 100,00  |
|                         | André Ventura           | 885    | 18,03 / 100,00  |
|                         | João Ferreira           | 500    | 10,19 / 100,00  |
|                         | Ana Gomes               | 401    | 8,17 / 100,00   |
|                         | Marisa Matias           | 175    | 3,57 / 100,00   |
|                         | Vitorino Silva          | 110    | 2,24 / 100,00   |
|                         | Tiago Mayan Gonçalves   | 69     | 1,41 / 100,00   |
| Votos Inválidos         | Votos Inválidos         | 85     | 1,70 / 100,00   |
| Total                   | Total                   | 4 993  | 100,00 / 100,00 |
| Eleitorado/Participação | Eleitorado/Participação | 13 932 | 35,84 / 100,00  |

| Freguesia                            | %     | %     | %     | %    | %    | %    | %    | Votantes |
| Freguesia                            | MRS   | AV    | JF    | AG   | MM   | VS   | TMG  | Votantes |
| ------------------------------------ | ----- | ----- | ----- | ---- | ---- | ---- | ---- | -------- |
| Freguesia                            |       |       |       |      |      |      |      | Votantes |
| Foros de Arrão                       | 52,04 | 13,12 | 23,53 | 5,43 | 3,62 | 2,26 | 0    | 223      |
| Galveias                             | 47,49 | 22,63 | 15,36 | 8,66 | 3,35 | 1,40 | 1,12 | 360      |
| Longomel                             | 62,32 | 18,26 | 9,28  | 6,96 | 1,45 | 1,45 | 0,29 | 349      |
| Montargil                            | 51,47 | 17,43 | 17,75 | 5,70 | 4,72 | 1,47 | 1,47 | 626      |
| Ponte de Sor, Tramaga e Vale de Açor | 57,92 | 17,95 | 7,48  | 8,87 | 3,59 | 2,55 | 1,63 | 3 345    |
| Ponte de Sor                         | 56,40 | 18,03 | 10,19 | 8,17 | 3,57 | 2,24 | 1,41 | 4 993    |

### Portalegre
| Candidato               | Candidato               | Votos  | %               |
| ----------------------- | ----------------------- | ------ | --------------- |
|                         | Marcelo Rebelo de Sousa | 5 535  | 60,82 / 100,00  |
|                         | André Ventura           | 1 529  | 16,80 / 100,00  |
|                         | Ana Gomes               | 1 003  | 11,02 / 100,00  |
|                         | João Ferreira           | 389    | 4,27 / 100,00   |
|                         | Marisa Matias           | 275    | 3,02 / 100,00   |
|                         | Tiago Mayan Gonçalves   | 201    | 2,21 / 100,00   |
|                         | Vitorino Silva          | 168    | 1,85 / 100,00   |
| Votos Inválidos         | Votos Inválidos         | 180    | 1,94 / 100,00   |
| Total                   | Total                   | 9 280  | 100,00 / 100,00 |
| Eleitorado/Participação | Eleitorado/Participação | 20 128 | 46,10 / 100,00  |

| Freguesia                   | %     | %     | %     | %    | %    | %    | %    | Votantes |
| Freguesia                   | MRS   | AV    | AG    | JF   | MM   | TMG  | VS   | Votantes |
| --------------------------- | ----- | ----- | ----- | ---- | ---- | ---- | ---- | -------- |
| Freguesia                   |       |       |       |      |      |      |      | Votantes |
| Alagoa                      | 71,91 | 15,74 | 5,53  | 1,28 | 1,70 | 1,70 | 2,13 | 238      |
| Alegrete                    | 67,39 | 17,21 | 9,78  | 1,81 | 1,99 | 0,72 | 1,09 | 567      |
| Fortios                     | 57,62 | 19,30 | 10,89 | 6,10 | 2,47 | 1,89 | 1,74 | 700      |
| Reguengo e São Julião       | 67,17 | 18,07 | 9,04  | 1,20 | 1,20 | 0,30 | 3,01 | 340      |
| Ribeira de Nisa e Carreiras | 60,66 | 20,50 | 7,62  | 4,02 | 2,77 | 2,91 | 1,52 | 737      |
| Sé e São Lourenço           | 59,75 | 15,63 | 12,19 | 4,73 | 3,36 | 2,46 | 1,90 | 6 007    |
| Urra                        | 61,34 | 20,00 | 8,51  | 3,28 | 3,13 | 1,94 | 1,79 | 691      |
| Portalegre                  | 60,82 | 16,80 | 11,02 | 4,27 | 3,02 | 2,21 | 1,85 | 9 280    |

### Sousel
| Candidato               | Candidato               | Votos | %               |
| ----------------------- | ----------------------- | ----- | --------------- |
|                         | Marcelo Rebelo de Sousa | 982   | 54,34 / 100,00  |
|                         | André Ventura           | 404   | 22,36 / 100,00  |
|                         | Ana Gomes               | 181   | 10,02 / 100,00  |
|                         | João Ferreira           | 140   | 7,75 / 100,00   |
|                         | Marisa Matias           | 48    | 2,66 / 100,00   |
|                         | Vitorino Silva          | 29    | 1,60 / 100,00   |
|                         | Tiago Mayan Gonçalves   | 23    | 1,27 / 100,00   |
| Votos Inválidos         | Votos Inválidos         | 35    | 1,90 / 100,00   |
| Total                   | Total                   | 1 842 | 100,00 / 100,00 |
| Eleitorado/Participação | Eleitorado/Participação | 3 902 | 47,21 / 100,00  |

| Freguesia   | %     | %     | %     | %     | %    | %    | %    | Votantes |
| Freguesia   | MRS   | AV    | AG    | JF    | MM   | VS   | TMG  | Votantes |
| ----------- | ----- | ----- | ----- | ----- | ---- | ---- | ---- | -------- |
| Freguesia   |       |       |       |       |      |      |      | Votantes |
| Cano        | 60,05 | 22,46 | 7,80  | 5,67  | 2,60 | 0,71 | 0,71 | 430      |
| Casa Branca | 57,29 | 16,83 | 8,79  | 10,80 | 3,02 | 2,01 | 1,26 | 409      |
| Santo Amaro | 55,87 | 20,28 | 7,83  | 8,19  | 3,91 | 1,78 | 2,14 | 286      |
| Sousel      | 48,65 | 26,42 | 12,91 | 7,09  | 1,99 | 1,84 | 1,28 | 717      |
| Sousel      | 54,34 | 22,36 | 10,02 | 7,75  | 2,66 | 1,60 | 1,27 | 1 842    |